# Eisbier
Eisbier (englisch Ice beer) ist die Bezeichnung für ober- oder untergäriges Bier, das nach der Vergärung auf Temperaturen von bis zu −4° Celsius heruntergekühlt wird. Dadurch wird der Geschmack des Bieres milder. Durch den Einsatz spezieller Filtertechniken werden die sich dabei bildenden Eiskristalle wieder dem Bier entzogen. Neben dem Eis werden aus so dem Bier auch die im Eis gebundenen Gerb- und Bitterstoffe entfernt. Das Eisbier ist kanadischen Ursprungs. Wegbereiter war die Brauerei Labatt in den 1990er Jahren. Als mögliches Vorbild für den Namen wird der Eisbock genannt. Allerdings ist der Begriff Eisbier zur Bezeichnung von gekühltem Bier bereits im 19. Jahrhundert bekannt.
Der Geschmack des Eisbiers wird als besonders weich und mild angegeben. Der Alkoholgehalt liegt nach dem Entzug des auskristallisierten Wassers bei ca. 5 vol.% und damit im Bereich von hellen Lager-  und Pilsbieren. Der Stammwürzeanteil beträgt mindestens 11 Prozent.